# Arábia Saudita na Universíada de Verão de 2021
A Arábia Saudita participou da Universíada de Verão de 2021, que aconteceu em Chengdu, na China, entre 28 de julho e 8 de agosto de 2023.
A delegação teve nove atletas — seis masculinos e três femininos — em duas modalidades olímpicas.

## Competidores
Estas foram as modalidades e atletas que disputaram a edição:
| Esporte   | Masculino | Feminino | Total |
| --------- | --------- | -------- | ----- |
| Atletismo | 4         | 2        | 6     |
| Esgrima   | 2         | 1        | 3     |
| Total     | 6         | 3        | 9     |

## Desempenho

### Atletismo
Masculino
Provas de pista
| Atleta            | Evento             | Primeira fase | Primeira fase | Semifinal   | Semifinal   | Final       | Final       | Ref.        |
| Atleta            | Evento             | Resultado     | Pos.          | Resultado   | Pos.        | Resultado   | Pos.        | Ref.        |
| ----------------- | ------------------ | ------------- | ------------- | ----------- | ----------- | ----------- | ----------- | ----------- |
| Hassan Al-Absi    | 100m               | 10.85         | 41            | Não avançou | Não avançou | Não avançou | Não avançou | [ 3 ]       |
| Mohammed Al-Muawi | 400m com barreiras | 50.59         | 11 q          | 49.92       | 11          | Não avançou | Não avançou | [ 4 ] [ 5 ] |
| Faisal Al-Saka    | 200m               | 23.32         | 52            | Não avançou | Não avançou | Não avançou | Não avançou | [ 6 ]       |

Provas de campo
| Atleta           | Evento                | Primeira fase | Primeira fase | Semifinal | Semifinal | Final       | Final       | Ref.  |
| Atleta           | Evento                | Resultado     | Pos.          | Resultado | Pos.      | Resultado   | Pos.        | Ref.  |
| ---------------- | --------------------- | ------------- | ------------- | --------- | --------- | ----------- | ----------- | ----- |
| Mohamed Al Zayer | Lançamento de martelo | 59.08         | 18            | —         | —         | Não avançou | Não avançou | [ 7 ] |

Feminino
Provas de pista
| Atleta           | Evento | Primeira fase | Primeira fase | Semifinal   | Semifinal   | Final       | Final       | Ref.  |
| Atleta           | Evento | Resultado     | Pos.          | Resultado   | Pos.        | Resultado   | Pos.        | Ref.  |
| ---------------- | ------ | ------------- | ------------- | ----------- | ----------- | ----------- | ----------- | ----- |
| Lujain Al-Humaid | 100m   | 13.13         | 46            | Não avançou | Não avançou | Não avançou | Não avançou | [ 8 ] |

Provas de campo
| Atleta                | Evento             | Primeira fase | Primeira fase | Semifinal | Semifinal | Final       | Final       | Ref.  |
| Atleta                | Evento             | Resultado     | Pos.          | Resultado | Pos.      | Resultado   | Pos.        | Ref.  |
| --------------------- | ------------------ | ------------- | ------------- | --------- | --------- | ----------- | ----------- | ----- |
| Raghad Habib Bu Arish | Salto em distância | 4.58          | 32            | —         | —         | Não avançou | Não avançou | [ 9 ] |

### Esgrima
Masculino
| Atleta           | Evento            | Fase de grupo                                                                                           | Fase de grupo | Fase de 128          | Fase de 64           | Fase de 32            | Oitavas de final     | Quartas de final     | Semifinais           | Final                | Pos.        | Ref. |
| Atleta           | Evento            | Adversário e resultado                                                                                  | Pos.          | Adversário resultado | Adversário resultado | Adversário resultado  | Adversário resultado | Adversário resultado | Adversário resultado | Adversário resultado | Pos.        | Ref. |
| ---------------- | ----------------- | --- | ------------- | -------------------- | -------------------- | --------------------- | -------------------- | -------------------- | -------------------- | -------------------- | ----------- | ---- |
| Hussain Altaweel | Espada individual | SUI Dagani V 5–3 UKR Opanasenko D 3–5 IND Sharma V 5–2 SGP Cheong V 5–3 CHN Lan V 3–2 CAM Thong V 5–0   | 13 Q          | Bye                  | SGP Cheong V 15–9    | SVK Johanides D 11–15 | Não avançou          | Não avançou          | Não avançou          | Não avançou          | Não avançou |      |
| Ahmed Alhussain  | Espada individual | SLO Grubar V 5–4 SUI Bonferroni V 5–4 CAM Ra V 5–4 SGP Si To D 3–5 FRA Midelton D 1–5 UZB Muminov V 5–3 | 42            | Bye                  | SUI Erbetta D 11–15  | Não avançou           | Não avançou          | Não avançou          | Não avançou          | Não avançou          | Não avançou |      |

Feminino
| Atleta        | Evento           | Fase de grupo                                                                                          | Fase de grupo | Fase de 128          | Fase de 64           | Fase de 32           | Oitavas de final     | Quartas de final     | Semifinais           | Final                | Pos.        | Ref. |
| Atleta        | Evento           | Adversário e resultado                                                                                 | Pos.          | Adversário resultado | Adversário resultado | Adversário resultado | Adversário resultado | Adversário resultado | Adversário resultado | Adversário resultado | Pos.        | Ref. |
| ------------- | ---------------- | --- | ------------- | -------------------- | -------------------- | -------------------- | -------------------- | -------------------- | -------------------- | -------------------- | ----------- | ---- |
| Ruba Al-Masri | Sabre individual | POL Malgrem V 5–2 ITA Arpino D 1–5 NED Buitenhuis D 0–5 CHN Shao D 0–5 HKG Chu D 1–5 USA Anglade D 0–5 | 41            | Não avançou          | Não avançou          | Não avançou          | Não avançou          | Não avançou          | Não avançou          | Não avançou          | Não avançou |      |

Legenda
| Recorde mundial      | Recorde mundial (World record)               |                       | Recorde africano                      | Recorde africano (African) |                                           | Q | Classificado por posição (Qualified) |
| Recorde olímpico     | Recorde olímpico (Olympic record)            | Recorde da América    | Recorde da América (Americas)         | q                          | Classificado por melhor tempo (Qualified) |   |                                      |
| Melhor marca do ano  | Melhor marca do ano (World leading)          | Recorde asiático      | Recorde asiático (Asian)              | DNS                        | Não largou (Did not start)                |   |                                      |
| Recorde nacional     | Recorde nacional (National record)           | Recorde europeu       | Recorde europeu (European)            | DNF                        | Não terminou (Did not finish)             |   |                                      |
| Recorde pessoal      | Recorde pessoal do atleta (Personal best)    | Recorde da Oceania    | Recorde da Oceania (Oceania)          | DSQ / DQ                   | Desclassificado (Disqualified)            |   |                                      |
| Recorde da temporada | Recorde da temporada do atleta (Season best) | Recorde sul-americano | Recorde sul-americano (South America) | NM                         | Sem marca (No mark)                       |   |                                      |